# Prosecco

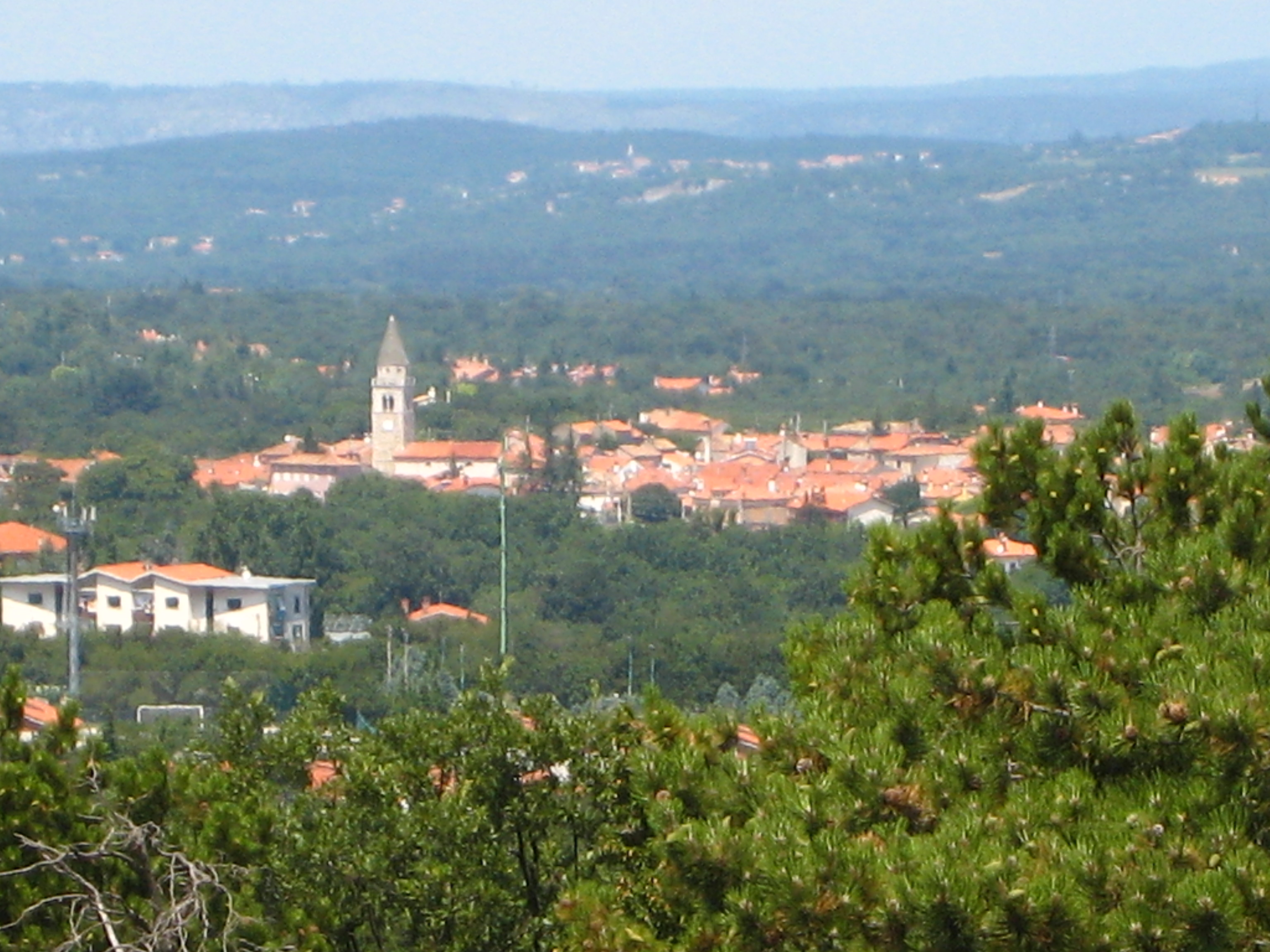
Prosecco

Prosecco ([proˈzɛkko] en esloveno Prosek) es una localidad del Carso (Kras en esloveno, Karst en alemán), en el municipio de Trieste (Italia).
Se encuentra situada en una zona caliza de la provincia de Trieste, a siete kilómetros al norte de la capital y muy cercana a Sgonico/Zgonik. A diferencia de Trieste, la población es mayoritariamente de origen esloveno, y bilingüe en su práctica totalidad.
Prosecco no es tan conocida por el vino espumoso homónimo como por los vinos de Vitovska y Malvazia. Como monumento destacable se encuentra su iglesia del siglo XVI. Se encuentra en un terreno caracterizado por dolinas, cuevas y ríos subterráneos.
Al borde del Mar Adriático se encuentra el Castillo de Miramare, que tuvo un importante papel en la época del Imperio austrohúngaro y que es hoy una gran atracción turística en la zona.
Su fiesta local es San Martín, el 11 de noviembre.